# Социальный капитализм
Социа́льный капитали́зм (социа́л-капитали́зм) — теория политического и философского направлений, ставящая под сомнение утверждение, что цели социализма и капитализма являются антагонистическими. Данная форма капитализма находит своё воплощение в смешанной и социально-ориентированной рыночной экономике и одобряется социальными либералами и социал-демократами. Социал-капиталисты считают, что социализм это не низшая фаза коммунизма, как считают марксисты, а высшая фаза капитализма. В теории, капиталисты выступают помощниками государства, которое в свою очередь, обеспечивает всем своих граждан. Социал-капитализм обычно не подразумевает ограниченный вывоз капитала и ограничение иностранного импорта. Не следует путать социал-капитализм с протекционизмом и изоляционизмом. Составляющая социализма в социал-капитализме используется для обеспечения равенства внутри страны, а не для её торговой изоляции из международного сообщества. К примеру, страны Северной Европы, которые являются примером социал-капитализма, активно торгуют с другими европейскими странами и поддерживают политику низких пошлин в большинстве отраслей или даже полное их отсутствие.
Сутью социального капитализма является утверждение, что рынки работают более эффективно, когда макроэкономика управляется государством, учитывая социальный аспект. Социальный капитализм постулирует, что поддержка бедных слоёв населения повышает производительность труда. При снижении уровня бедности размер капитала участников рынка увеличивается.
Сторонники данной модели поддерживают кейнсианство, демонополизацию и прогрессивный подоходный налог.
Странами, практикующими эту экономическую систему, являются Канада, Австралия, Новая Зеландия, страны Западной и Северной Европы.